# Mario Bros.
Mario Bros. (マリオブラザーズ Mario Burazāzu?, lit. Hermanos Mario) es un videojuego de arcade desarrollado y publicado por Nintendo en 1983. Fue creado por Shigeru Miyamoto y Gunpei Yokoi, el ingeniero jefe de Nintendo.
En el juego, Mario es retratado como un fontanero ítalo-estadounidense que, junto con su hermano menor Luigi, tiene que derrotar a las criaturas que han venido de las alcantarillas de Nueva York. El juego se centra en la exterminación de estas, volteándolas sobre sus espaldas y pateándolas. 
Fue la tercera aparición de Mario además de la primera aparición con su nombre definitivo, ya que en Donkey Kong (1981) aparecía bajo el seudónimo de Jumpman. También es considerado como el primer juego en hacer debutar al personaje de Luigi, aunque en realidad este apareció meses antes en el juego homónimo de Game & Watch del mismo año. Los elementos introducidos en Mario Bros., como las tuberías, monedas de bonificación giratorias, tortugas que se pueden voltear sobre sus espaldas y Luigi, se trasladaron a Super Mario Bros. (1985) y se convirtieron en elementos básicos de la franquicia.
El éxito de Mario Bros. llevó posteriormente al relanzamiento del juego en las videoconsolas y computadoras: Atari 2600, Atari 5200, Familia Atari de 8 bits, Atari 7800, Amstrad CPC, Sinclair ZX Spectrum y Commodore 64. Las versiones originales de Mario Bros. —la versión de arcade y la versión de Family Computer/Nintendo Entertainment System (FC/NES)— fueron recibidas positivamente por los críticos. Ha sido presentado como un minijuego en la serie de Super Mario Advance y otros juegos. Mario Bros. ha sido relanzado para Wii, Nintendo 3DS y Wii U en los servicios de Consola Virtual en Japón, Norteamérica, Europa y Australia. La versión de NES fue el primer juego producido por Intelligent Systems.

## Jugabilidad

Mario Bros. presenta a dos fontaneros italianos, los hermanos Mario y Luigi, que tienen que investigar las cañerías después de que extrañas criaturas han estado apareciendo allí. El objetivo del juego es derrotar a todos los enemigos en cada fase. La mecánica de Mario Bros. consiste únicamente en correr, saltar y meterse por los agujeros (o tubos). A diferencia de los futuros juegos de Mario, los jugadores no pueden saltar sobre los enemigos y aplastarlos, a menos que ya estén boca arriba. Cada fase es una serie de plataformas con tuberías en cada esquina de la pantalla, junto con un objeto llamado bloque "POW" en el centro. Las fases usan wraparound, lo que significa que los enemigos y jugadores que se vayan a un lado reaparecerán en el lado opuesto. El juego continúa hasta que el jugador pierde todas sus vidas.
El jugador gana puntos, monedas o power ups al derrotar a varios enemigos consecutivamente y puede participar en una ronda de bonificación para ganar más puntos. Los enemigos son derrotados pateándolos una vez que han sido volteados sobre su espalda. Esto se logra golpeando la plataforma en la que se encuentra el enemigo directamente debajo de ellos. Si el jugador deja pasar demasiado tiempo después de hacer esto (unos seis segundos), el enemigo se volteará, cambiará de color y aumentará la velocidad. Cada fase tiene una cierta cantidad de enemigos, y el enemigo final cambia inmediatamente de color y aumenta a la velocidad máxima. Golpear a un enemigo volteado desde abajo hace que se enderece y comience a moverse nuevamente, pero no cambia la velocidad ni el color.
Hay cuatro enemigos que emergen de las tuberías: el Shellcreeper (tortugas); el Sidestepper (cangrejos), que requiere dos golpes para voltearse; el Fighter Fly (moscas), que se mueve saltando y solo puede voltearse cuando toca una plataforma; y el Slipice (picos helados) que convierte las plataformas en hielo resbaladizo. Cuando se golpea desde abajo, Slipice desaparece inmediatamente en lugar de voltearse y no cuenta para el número total que debe ser derrotado para completar una fase. Todas las plataformas congeladas vuelven a la normalidad al comienzo de cada nueva fase.
Un quinto enemigo, las bolas de fuego, vuelan por la pantalla en lugar de adherirse a las plataformas. Vienen en dos variantes, rojo y verde. Los verdes son más rápidos, pero desaparecen al poco tiempo, mientras que los rojos rebotan y no desaparecen hasta que son golpeados desde abajo. Más adelante en el juego, se forman carámbanos debajo de las plataformas y, a veces, en la parte superior de las tuberías y se sueltan.
El bloque "POW" voltea a todos los enemigos que tocan una plataforma o el suelo cuando un jugador lo golpea desde abajo. Se puede usar tres veces antes de que desaparezca. Las rondas de bonificación les dan a los jugadores la oportunidad de ganar puntos extra recolectando monedas dentro de un límite de tiempo. El bloque "POW" se llena solo al comienzo de cada ronda de bonificación.

## Desarrollo

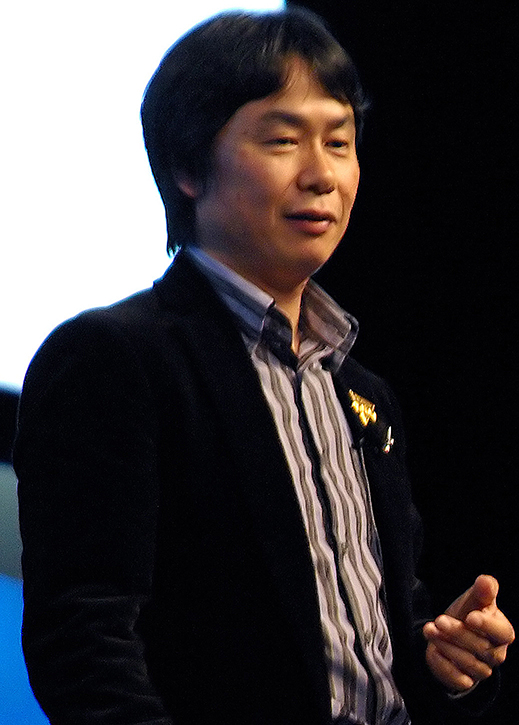
Shigeru Miyamoto (en la foto) y Gunpei Yokoi colaboraron en el diseño de Mario Bros.

Mario Bros. fue creado por Shigeru Miyamoto (1952-) y Mitsuharo Sato con una historia creada también por Shigeru Miyamoto, principales desarrolladores del videojuego Donkey Kong. En Donkey Kong, Gunpei Yokoi sugirió a Miyamoto que debería ser capaz de caer de cualquier altura, algo de lo que Miyamoto no estaba seguro, pensando que sería "poco propio de un juego". Se pusieron de acuerdo, pensando que estaría bien para él tener algunas habilidades sobrehumanas. Él diseñó un prototipo en el que Mario "saltaba y rebotaba", que lo hizo quedar satisfecho. El elemento de la lucha contra los enemigos de abajo se introdujo después de que Yokoi lo sugiriera, observando que sería mucho trabajo ya que había varios pisos. Sin embargo, resultó ser demasiado fácil eliminar a los enemigos de esta manera, así que los desarrolladores exigieron a los jugadores tocar (patear) a los enemigos después de haber golpeado la plataforma bajo ellos para derrotarlos. Esta fue también la forma en que se presentó a la tortuga como un enemigo, la cual se concibe como un rival que solo podía ser golpeada desde abajo. Debido a la aparición de Mario en Donkey Kong, con un mono, un sombrero y un bigote grueso, Shigeru Miyamoto pensó que debía ser un fontanero en lugar de un carpintero, y diseñó este videojuego para reflejar eso. Otro factor que contribuyó fue el escenario del juego: se trataba de una gran red de tuberías gigantescas, por lo que se consideró que un cambio de ocupación era necesario.
Una historia popular de cómo Mario pasó de Jumpman a Mario es que un propietario ítalo-estadounidense, Mario Segale, irrumpió en el personal de Nintendo of America para exigir el alquiler, y decidieron nombrar a Jumpman en su honor. Miyamoto también sintió que el mejor escenario para este juego era Nueva York debido a su laberíntica red subterránea de tuberías de alcantarillado. Las tuberías se inspiraron en varios manga, que según Miyamoto presentan terrenos baldíos con tuberías tiradas por ahí. En este juego, se usaron para permitir que los enemigos entraran y salieran del escenario a través de ellos para evitar que los enemigos se apilaran en la parte inferior del escenario. El color verde de las tuberías, que el difunto presidente de Nintendo, Satoru Iwata, llamó un color poco común, vino de Miyamoto, quien tenía una paleta de colores limitada y quería mantener las cosas coloridas. Agregó que el verde era el mejor porque funcionaba bien cuando se combinaban dos tonos. 

Partitura de los primeros compases de la melodía Eine Kleine Nachtmusik usada en Mario Bros.

Mario Bros. presentó a Luigi, hermano de Mario, quien fue creado para el modo multijugador haciendo un cambio de paleta de Mario. El modo de dos jugadores y varios aspectos del juego se inspiraron en Joust. Hasta la fecha, Mario Bros. ha sido lanzado para más de una docena de plataformas. El primer movimiento de Eine kleine Nachtmusik de Mozart se utiliza al comienzo del juego. Esta canción se ha utilizado en videojuegos posteriores, incluidos Dance Dance Revolution Mario Mix y Super Smash Bros. Brawl.

## Lanzamiento
El juego de arcade se lanzó en 1983, pero hay fechas de lanzamiento contradictorias. La revista Game Machine informó que el juego hizo su debut en América del Norte en la feria AMOA del 25 al 27 de marzo y entró en producción masiva en Japón el 21 de junio. El libro Arcade TV Game List (2006), escrito por Masumi Akagi y publicado por Amusement News Agency, enumera las fechas de lanzamiento en marzo de 1983 en América del Norte y junio de 1983 en Japón. El expresidente de Nintendo, Satoru Iwata, dijo en una presentación de Nintendo Direct de 2013 que el juego se lanzó por primera vez en Japón el 14 de julio de 1983.
Tras su lanzamiento, Mario Bros. fue inicialmente etiquetado como el tercer juego de la serie Donkey Kong. Para las conversiones de videojuegos domésticos, Nintendo tenía los derechos del juego en Japón, mientras que otorgaba la licencia de los derechos en el extranjero a Atari, Inc.

## Ports y otras versiones
Mario Bros. fue portado por otras compañías a Atari 2600, Atari 5200, Atari 7800, la familia Atari de 8 bits, Amstrad CPC y Sinclair ZX Spectrum. El Commodore 64 tiene dos versiones: un puerto de Atarisoft que no se lanzó comercialmente y una versión de 1986 de Ocean Software. La versión para computadora Atari de 8 bits de Sculptured Software es el único puerto de origen que incluye los carámbanos que caen. También existe una versión para el Apple II, pero nunca se lanzó comercialmente y parece que existen copias.

El 23 de junio de 1986 se lanzó en América del Norte un puerto de Nintendo para Nintendo Entertainment System (NES). Otro puerto de NES se lanzó en agosto de 1993 exclusivamente en Alemania como parte de la Classic Series. 

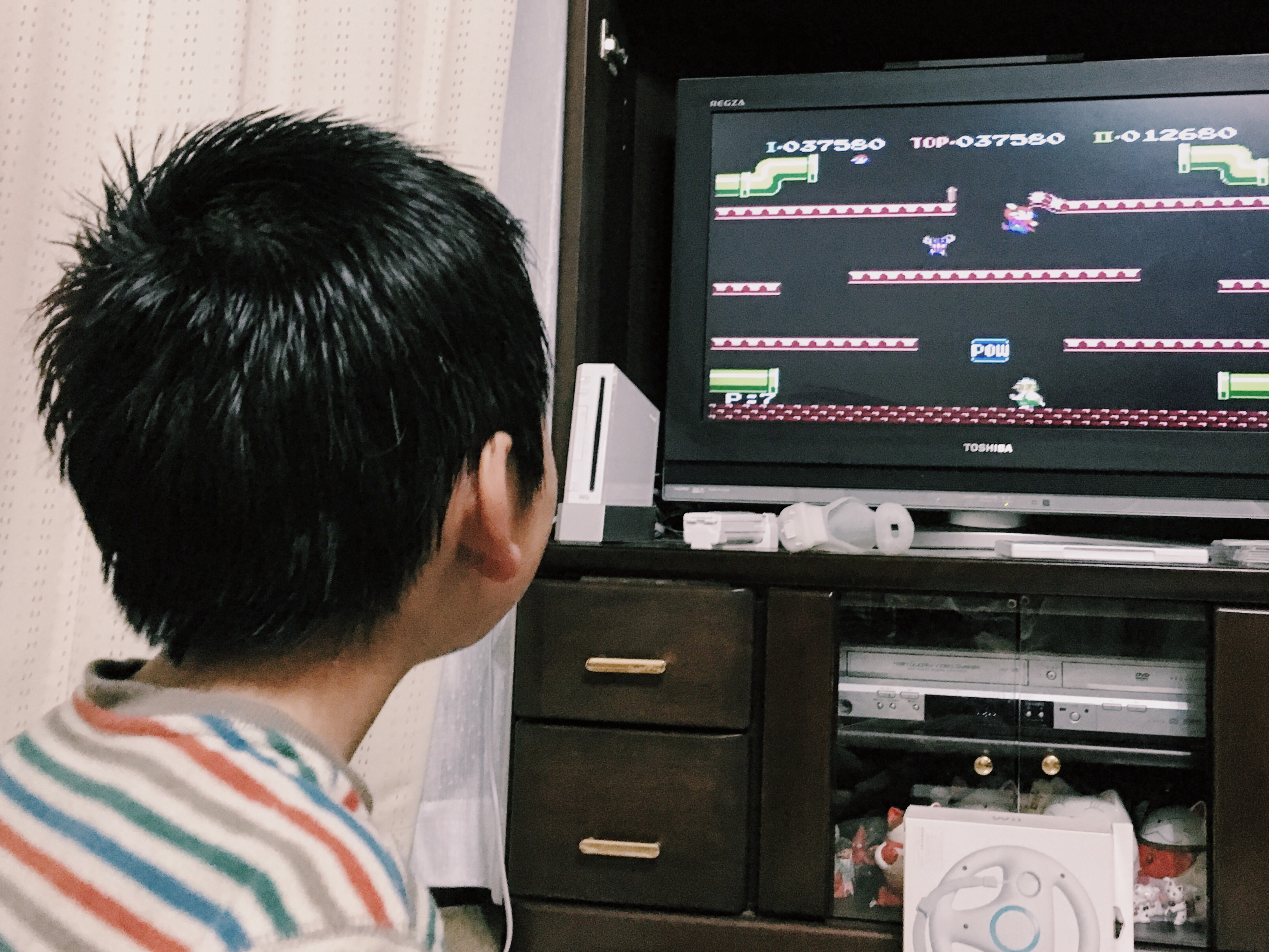
Mario Bros. en la Consola Virtual de Wii.

Mario Bros. fue portado a través del servicio de Consola Virtual en América del Norte, Australia, Europa y Japón para Wii, Nintendo 3DS y Wii U. Mario Bros. se lanzó en septiembre de 2017 para Nintendo Switch como parte de la serie Arcade Archives. La versión de NES fue un título de lanzamiento para Nintendo Switch Online.
Nintendo incluyó Mario Bros. como minijuego en varios lanzamientos, incluidos Super Mario Bros. 3 (como minijuego de competición entre dos jugadores), Super Mario All-Stars, la serie Super Mario Advance de Game Boy Advance, así como Mario & Luigi: Superstar Saga. La versión de NES se incluye como un mueble en Animal Crossing para GameCube, junto con muchos otros juegos de NES, aunque este requiere el uso del Nintendo e-Reader y una tarjeta electrónica de Animal Crossing exclusiva de Norteamérica. En Super Mario 3D World contiene Luigi Bros., una versión de Mario Bros. protagonizada por Luigi. Este juego se desbloquea si la consola Wii U contiene datos guardados de New Super Luigi U o si el jugador completa todos los mundos normales.
En 2004, Namco lanzó un gabinete de arcade que contenía Donkey Kong, Donkey Kong Jr. y Mario Bros. Este último fue modificado para la pantalla vertical utilizada por los otros juegos, con el área de juego visible recortada a los lados.

## Recepción
Mario Bros. fue inicialmente un éxito modesto en las salones recreativos, con un estimado de 2000 gabinetes de juegos vendidos en los Estados Unidos en julio de 1983. Continuó siendo un gran éxito en las salas de juegos estadounidenses. En Japón, Game Machine incluyó Mario Bros. en su edición del 15 de julio de 1983 como la tercera unidad de juegos de mesa nueva de mayor éxito del mes. En los Estados Unidos, Nintendo vendió 3.800 gabinetes arcade de Mario Bros. Desde entonces, los gabinetes de arcade se han vuelto levemente raros y difíciles de encontrar. A pesar de haber sido liberado durante la crisis de videojuegos de 1983, el juego de arcade (así como la industria) no se vio afectado. El autor de videojuegos Dave Ellis lo considera uno de los juegos clásicos más memorables. Hasta la fecha en Japón, la versión Famicom de Mario Bros. ha vendido más de 1,63 millones de copias, y el relanzamiento de Famicom Mini ha vendido más de 90.000 copias.  La versión de Nintendo Entertainment System (NES) vendió 2,28 millones de cartuchos en todo el mundo. La versión Atari 2600 también vendió 1,59 millones de cartuchos, lo que lo convirtió en uno de los juegos más vendidos de 1983. Esto eleva las ventas totales de cartuchos Atari 2600, NES y Famicom Mini a 3,96 millones de unidades vendidas en todo el mundo.
Las versiones NES y Atari de Mario Bros. recibieron críticas positivas de Computer and Video Games en 1989. Dijeron que la versión NES es "increíblemente divertida", especialmente en el modo de dos jugadores, la versión Atari VCS es "igual de divertida", pero con restricciones gráficas, y la versión Atari 7800 es ligeramente mejor. 
El relanzamiento de la consola virtual de 2009 de la versión de NES recibió críticas mixtas, pero recibió críticas positivas de los jugadores. En una revisión del lanzamiento de la Consola Virtual, GameSpot criticó la versión de NES por ser un mal puerto de la versión arcade. GameSpot lo criticó, diciendo que no solo es un puerto de una versión inferior, sino que conserva todas las fallas técnicas encontradas en esta versión. También critica los puertos de Mario Bros. en general, diciendo que este es solo uno de los muchos puertos que se han hecho a lo largo de la historia de Nintendo.[cita requerida] IGN elogió la jugabilidad de la versión de la Consola Virtual, aunque criticó la decisión de Nintendo de lanzar un puerto NES "inferior" en la Consola Virtual. IGN también coincidió en el tema del número de puertos. Dijeron que dado que la mayoría de la gente tiene Mario Bros. en uno de los juegos de Super Mario Advance, esta versión no vale 500 Wii Points. La versión Nintendo e-Reader de Mario Bros. fue un poco mejor recibida por IGN, quien elogió la jugabilidad, pero la criticó por la falta de multijugador y por no valer la pena comprarla debido a las versiones de Super Mario Advance.
Los lanzamientos de Super Mario Advance y Mario & Luigi: Superstar Saga presentaban la misma versión de Mario Bros. (titulada Mario Bros. Classic ). El modo se incluyó por primera vez en Super Mario Advance y fue elogiado por su simplicidad y valor de entretenimiento. IGN llamó a este modo divertido en su revisión de Super Mario World: Super Mario Advance 2, pero se quejó de que hubiera sido bueno que los desarrolladores hubieran ideado un nuevo juego para reemplazarlo. Su reseña de Yoshi's Island: Super Mario Advance 3 lo critica más que en la reseña de Super Mario Advance 2 porque Nintendo decidió no agregar el modo multijugador a ninguno de los minijuegos que se encuentran en ese juego, sino que se quedó con una versión idéntica del juego Mario Bros. que se encuentra en versiones anteriores. La revisión de GameSpot de Super Mario Advance 4: Super Mario Bros. 3 lo llama una característica descartable que simplemente podría haber sido destruida. Otros revisores no fueron tan negativos sobre el uso de la función en juegos posteriores de Super Mario Advance. A pesar de que se critica su uso en la mayoría de los juegos de Super Mario Advance, una revisión de GameSpy calificó la versión que se encuentra en Super Mario Advance 2 como una maravilla para jugar en modo multijugador porque solo requiere al menos dos Game Boy Advances, una copia del juego y un cable de enlace.

## Legado

### Juegos relacionados

Mario Bros. también es un juego de la serie Game & Watch Multi Screen.

Mario Bros. también es un juego de la serie Game & Watch Multi Screen que a pesar del título, no está relacionado en el juego con el juego arcade Mario Bros. Tal juego se produjo bastantes meses antes de que salieran sus equivalentes en arcade, lo que hace que se trate de la primera aparición de Luigi.

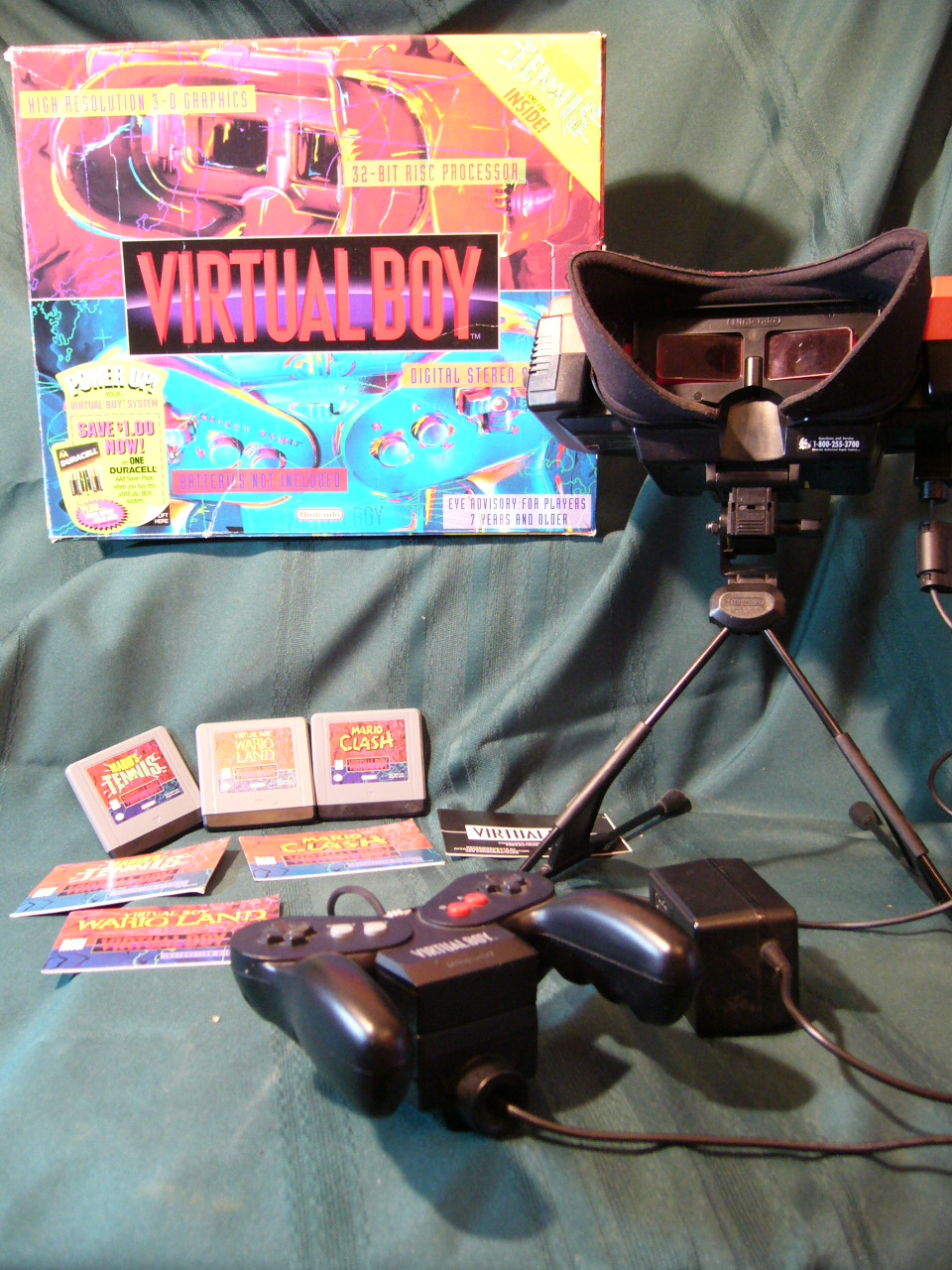
Videoconsola Virtual Boy con varios juegos, entre ellos Mario Clash.

Se lanzó una versión llamada Kaette Kita Mario Bros. en Japón para Family Computer Disk System, con funciones adicionales y revisiones del juego. Incluye escenas y anuncios, patrocinado por la empresa de alimentos Nagatanien. Solo estaba disponible como promoción de Disk Writer.
En 1984, Hudson Soft creó dos juegos diferentes basados en Mario Bros. Mario Bros. Special,  es una reinvención con nuevas fases y jugabilidad. Punch Ball Mario Bros. incluye una nueva mecánica de juego: golpear pequeñas bolas para aturdir a los enemigos. Ambos juegos fueron lanzados para NEC PC-8801, FM-7 y Sharp X1.
Mario Clash, lanzado en 1995 para Virtual Boy, fue desarrollado como una nueva versión, con el título provisional Mario Bros. VB. Fue el primer juego de Mario en 3D estereoscópico. En lugar de golpearlos desde abajo, como en Mario Bros., el jugador debe golpear a los enemigos con proyectiles Shellcreeper.

### Puntuación alta
El 16 de octubre de 2015, Steve Kleisath obtuvo el récord mundial de la versión arcade en 5.424.920 puntos verificado por Twin Galaxies.

## Confusión
Este juego se empezó a confundir debido al lanzamiento de Super Mario Bros. para Nintendo Entertainment System, ya que muchas personas le quitaban el "Super" para decirlo más corto.